# Evelyn Welch
Evelyn Kathleen Welch (née Samuels; le 30 janvier 1959) est une spécialiste américaine de la Renaissance et du début de la période moderne et vice-chancelière de l'université de Bristol. Avant d'occuper le poste de vice-chancelière, Evelyn est professeure d'études sur la Renaissance, doyenne et vice-présidente principale (arts et sciences) au King's College de Londres. Elle est présidente par intérim et directrice du King's College de Londres de février à juin 2021.

## Carrière
Welch est née Evelyn Kathleen Samuels à Boston, Massachusetts, fille d'Ellen Richards et de John S. Samuels III. Son frère cadet est l'acteur et réalisateur John Stockwell. Elle fait ses études et grandit aux États-Unis, avant de s'installer au Royaume-Uni en 1981. Diplômée de la Phillips Exeter Academy de l'université Harvard et de l'Institut Warburg de l'université de Londres, elle est professeure ainsi que Provost for Arts & Sciences au King's College de Londres en octobre 2016, après avoir occupé le poste de directrice adjointe. pour les arts et les sciences à partir de 2013,. Auparavant, elle est directrice adjointe (recherche et international) à l'université Queen Mary de Londres et vice-chancelière adjointe (enseignement et apprentissage) à l'université du Sussex. Elle est membre du conseil d'administration du Victoria and Albert Museum de 2012 à 2016, du conseil consultatif de la British Library et est présidente des administrateurs de la Dulwich Picture Gallery et du conseil consultatif du Warburg Institute. Elle se spécialise dans l'art de la Renaissance italienne, ainsi que dans la culture matérielle, sur lesquels elle publie de nombreux articles. Elle écrit notamment Shopping in the Renaissance: Consumer Cultures in Italy, 1400-1600, lauréat du prix d'histoire Wolfson 2005. Son travail porte ensuite sur la mode dans l'Europe de la Renaissance et du début de l'époque moderne, financé par le programme Humanities in the European Research Area (HERA). En 2016, elle est titulaire du prix Wellcome Trust Senior Investigator pour son travail sur la Renaissance. Le 22 mars 2022, l'université de Bristol annonce la nomination de Welch au poste de vice-chancelier de l'université. Première femme nommée à ce poste, elle prend ses fonctions le 1er septembre 2022.

## Vie privée
En 1982, elle épouse Nicholas Russell « Nick » Welch, rédacteur publicitaire, puis directeur créatif chez J. Walter Thompson et Collett Dickenson Pearce à Londres. Le couple divorce vers 1999. Elle est la mère de la chanteuse et compositrice Florence Welch, leader du groupe de rock anglais Florence and the Machine, et a deux autres enfants et trois beaux-enfants. Elle est mariée au professeur Peter Openshaw, immunologiste et professeur de médecine expérimentale à l'Imperial College de Londres.

## Publications
- Art and Authority in Renaissance Milan (Yale University Press, 1995)
- Art and Society in Italy,, 1350-1500 ( Oxford University Press, 1997) ; réédité sous le titre Art in Renaissance Italy: 1350-1500 (2000) de la série Oxford History of Art
- Shopping in the Renaissance: Consumer Cultures in Italy, 1400–1600 (Yale University Press, 2005)
- The Material Renaissance [éditeur] ( Manchester University Press, 2007)
- Making and Marketing Medicine in Renaissance Florence (Rodopi, 2011)
- Fashioning the Early Modern: Dress, Textiles and Innovation in Europe, 1500–1800 (Oxford University Press, 2017)